# Эванс, Ричард Гарри
Сэр Ричард Гарри Эванс CBE (англ. Richard Evans, род. 9 июня 1942 года в Блэкпуле, Англия) — британский государственный служащий и предприниматель, банкир.

## Биография
Родился в 1942 году в Блэкпуле. Окончил Королевскую масонскую школу для мальчиков (англ.) в Буши (англ., Хартфордшир) в 1960 году.
Работал в британском Министерстве транспорта и гражданской авиации, затем во вновь образованном Министерстве технологий (англ.).
В 1967—1969 годах работал в отделе государственных договоров компании Ferranti.
Коммерческий менеджер (1969—1978), а затем коммерческий директор (1978—1981) British Aircraft Corporation.
Помощник управляющего директора (1981—1983), заместитель управляющего директора (1983—1987), директор по маркетингу (1987) компании British Aerospace В 1990—1992 годах — главный исполнительный директор компании British Aerospace. В 1980-х годах заключил крупнейшую сделку «аль-Ямама» (англ.) по продаже британского вооружения в Саудовскую Аравию, которая принесла BAE миллиарды фунтов.
В 1992—2002 годах — член наблюдательного совета компании Airbus.
В 1998—2000 годах — неисполнительный директор Национального вестминстерского банка (англ.).
В 1998—2004 годах — председатель компании BAE Systems.
В 2001—2008 годах — председатель компании United Utilities (англ.). Ректор университета центрального Ланкашира (англ.).

### Работа в Казахстане
Эванс сыграл важную роль в основании казахстанской авиакомпании Air Astana. «Эйр Астана» зарегистрирована в 2001 году, а 15 мая 2002 года выполнила свой первый рейс Алма-Ата — Астана. Инаугурацию рейса посетили президент Казахстана Нурсултан Назарбаев и Ричард Эванс, представляя двух акционеров авиакомпании — правительство Республики Казахстан и британскую компанию BAE Systems PLC соответственно.
В 2006—2008 годах — председатель Совета директоров АО «Казахстанский холдинг по управлению государственными активами „Самрук“».
Постановлением правительства РК № 962 от 17 октября 2008 года избран в состав Совета директоров «Самрук-Казына» в качестве независимого директора.